# Хатчинсон, Сэм
Сэ́мюэл Э́двард Ха́тчинсон (англ. Samuel Edward Hutchinson; родился 3 августа 1989 года, в Виндзоре, Англия), более известный как Сэ́м Ха́тчинсон — английский футболист, защитник клуба «Рединг».

## Клубная карьера
Сэм находился в академии «Челси» с 7 лет. Может играть как правого защитника, так и центрального. Его дебют в основной команде состоялся 13 мая 2007 года в матче с «Эвертоном» (вышел на замену Уэйна Бриджа на 89 минуте; счёт 1:1). После этого практически не играл два года из-за травм. 20 августа Хатчинсон подписал с клубом новый четырёхлетний контракт. Летом 2009 года Хатчинсон отправился с основной командой на предсезонный турнир в США, где в одном из матчей вышел на замену. В этом турнире его клуб одержал 4 победы из 4. 18 июля 2009 года, Хатчинсон вышел на замену на предсезонном матче против Сиэтол Саундерс, он заменил Эшли Коула в конце первого тайма. 26 июля 2009 года, он сыграл в стартовом составе Челси на матч с клубом Америка. 23 Августа,Хатчинсон вышел на замену в стартовом матче Премьер Лиги в дерби против Фулхэма, на 86 минуте. 23 сентября, Хатчинсон впервые вышел в старте (в официальных матчах), сыграв 77 минут, вскоре он заменил Джона Терри, в матче-дерби против «Куинз Парк Рейнджерс» в кубке Англии. Последний матч состоялся 25 апреля 2010 года Челси тогда победил со счётом 7:0 он вышел на замену на 72 минуте вместо Паулу Феррейры. 19 августа 2010 года Сэм был вынужден закончить карьеру футболиста из-за повторной травмы колена. Теперь он приступит к административной работе в «Челси». В декабре 2011 года Сэм подписал новый контракт с Челси сроком на 1 год в качестве игрока. До этого времени он продолжал работать в клубе в Академии и собирался стать тренером, но затем было принято решение возобновить профессиональную карьеру игрока. В апреле 2012 года Хатчинсон в первый раз вышел на поле против «Куинз Парк Рейнджерс» после травмы, на 80-й минуте, заменив Жозе Босингву. 16 августа 2012 года защитник «Челси» Сэм Хатчисон перешёл в «Ноттингем Форест», за который будет выступать на условиях годичной аренды.

## Международная карьера
Хатчинсон выступал за национальные команды Англии до 18 и до 19 лет. Матч юношеской сборной Англии со сверстниками из Германии 14 ноября 2007 года Сэм начал с капитанской повязкой.

## Достижения
«Челси»
- Чемпион Премьер-лиги (1): 2009/10
- Обладатель Кубка Англии (1): 2010
- Победитель Лиги Чемпионов: 2011/2012

## Статистика выступлений
| Выступление      | Выступление      | Выступление      | Лига | Лига | Кубок страны | Кубок страны | Кубок лиги | Кубок лиги | Еврокубки | Еврокубки | Итого | Итого |
| Клуб             | Лига             | Сезон            | Игры | Голы | Игры         | Голы         | Игры       | Голы       | Игры      | Голы      | Игры  | Голы  |
| ---------------- | ---------------- | ---------------- | ---- | ---- | ------------ | ------------ | ---------- | ---------- | --------- | --------- | ----- | ----- |
| Челси            | Премьер-лига     | 2006/07          | 1    | 0    | 0            | 0            | 0          | 0          | 0         | 0         | 1     | 0     |
| Челси            | Премьер-лига     | 2009/10          | 2    | 0    | 0            | 0            | 1          | 0          | 0         | 0         | 3     | 0     |
| Челси            | Премьер-лига     | 2011/12          | 2    | 0    | 0            | 0            | 0          | 0          | 0         | 0         | 2     | 0     |
| Челси            | Итого            | Итого            | 5    | 0    | 0            | 0            | 1          | 0          | 0         | 0         | 6     | 0     |
| Ноттингем Форест | Чемпионшип       | 2012/13          | 9    | 1    | 0            | 0            | 0          | 0          | 0         | 0         | 9     | 1     |
| Ноттингем Форест | Итого            | Итого            | 9    | 1    | 0            | 0            | 0          | 0          | 0         | 0         | 9     | 1     |
| Витесс           | Эредивизи        | 2013/14          | 1    | 0    | 2            | 0            | 0          | 0          | 0         | 0         | 3     | 0     |
| Витесс           | Итого            | Итого            | 1    | 0    | 2            | 0            | 0          | 0          | 0         | 0         | 3     | 0     |
| Шеффилд Уэнсдей  | Чемпионшип       | 2013/14          | 10   | 1    | 0            | 0            | 0          | 0          | 0         | 0         | 10    | 1     |
| Шеффилд Уэнсдей  | Чемпионшип       | 2014/15          | 20   | 0    | 0            | 0            | 0          | 0          | 0         | 0         | 20    | 0     |
| Шеффилд Уэнсдей  | Чемпионшип       | 2015/16          | 27   | 0    | 0            | 0            | 3          | 1          | 0         | 0         | 30    | 1     |
| Шеффилд Уэнсдей  | Чемпионшип       | 2016/17          | 34   | 2    | 0            | 0            | 0          | 0          | 0         | 0         | 34    | 2     |
| Шеффилд Уэнсдей  | Чемпионшип       | 2017/18          | 8    | 0    | 0            | 0            | 1          | 1          | 0         | 0         | 9     | 1     |
| Шеффилд Уэнсдей  | Чемпионшип       | 2018/19          | 24   | 0    | 2            | 0            | 1          | 0          | 0         | 0         | 27    | 0     |
| Шеффилд Уэнсдей  | Чемпионшип       | 2019/20          | 23   | 1    | 1            | 0            | 0          | 0          | 0         | 0         | 24    | 1     |
| Шеффилд Уэнсдей  | Итого            | Итого            | 146  | 4    | 3            | 0            | 5          | 2          | 0         | 0         | 154   | 6     |
| Всего за карьеру | Всего за карьеру | Всего за карьеру | 161  | 5    | 5            | 0            | 6          | 2          | 0         | 0         | 172   | 7     |